# Rosolini
Rosolini (Rrusalini in siciliano) è un comune italiano di 20 575 abitanti del libero consorzio comunale di Siracusa in Sicilia.

## Geografia fisica
Rosolini dista 49 chilometri da Siracusa, ed è situata nella parte sud-occidentale della provincia. Sorge ai piedi dei monti Iblei e si trova a cavallo tra le province di Siracusa e Ragusa. La parte settentrionale del territorio comunale, contrada Pancari, è un'isola amministrativa largamente disabitata e frazionata a sua volta in due parti, unite soltanto da una strada. Ciò è dovuto al retaggio degli antichi confini tra i baronati del Val di Noto.

## Storia
Il nome Rosolini è di derivazione araba. Quando gli arabi conquistarono la Sicilia trovarono un impero bizantino in completo disfacimento e non fu difficile per loro insediarsi pacificamente nella zona portando i benefici della loro cultura. Rispettando le tradizioni religiose locali, chiamarono la zona Rus Salib'ni, cioè "la grotta della croce"; infatti nell'insediamento preesistente era ubicata una basilica cristiana scavata nella roccia (ancora esistente) dove si venerava una croce.
Ad avvalorare la derivazione araba del nome Rosolini è da tener presente che tutte le contrade 
della zona hanno nomi di origine araba: Gisira, Nar Balata ("zona di acque"), Ranati, Renna, Saia Rinnici (canale costruito dagli arabi per bonificare tutta la zona paludosa della contrada), Stafenna
Il luogo dove oggi sorge Rosolini era uno dei feudi del vasto territorio di Noto e appartenne alla famiglia Platamone a partire dal XV secolo col titolo di baronia. Il centro abitato fu fondato da Francesco Moncada principe di Lardaria solo nel 1713, dopo aver avuto il feudo per successione dalla moglie Eleonora Platamone.

### Simboli
(Art. 4 dello Statuto comunale)
Il gonfalone è un drappo di rosso.

## Monumenti e luoghi d'interesse

### Architetture religiose
Tra i monumenti religiosi vanno ricordati la Chiesa Madre San Giuseppe, dove si conserva la mandibola di San Luigi Gonzaga, edificata tra il XVIII e il XIX secolo, e quelle di san Francesco, di Santa Caterina, del Santissimo Crocifisso, nonché il Santuario del Sacro Cuore, e l'eremo di Croce Santa.

### Architetture civili
Di particolare rilevanza architettonica è il Castello dei Platamone, costruito nel 1668, che conserva al proprio interno una basilica paleocristiana del V secolo. Sono inoltre interessanti i resti archeologici di Cava Lazzaro, che conserva delle necropoli dell'età del bronzo tra cui la Tomba Orsi.

## Galleria d'immagini

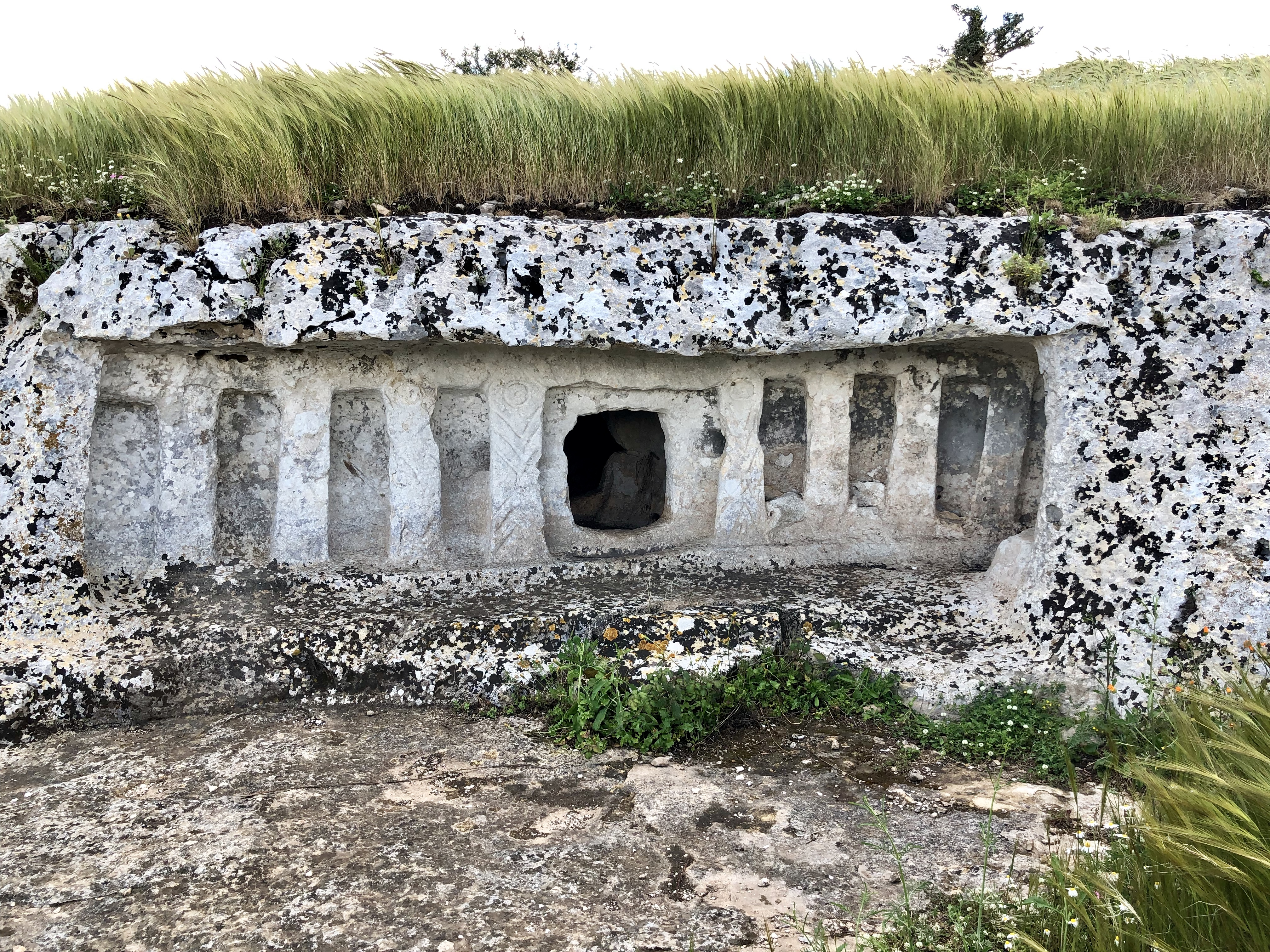
Tomba Orsi
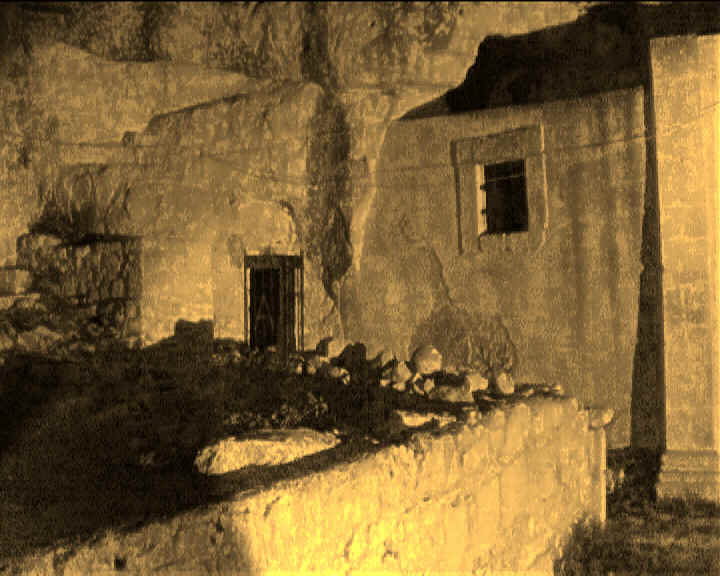
L'Eremo di Croce Santa
Piazza Faustino Maltese nel 1953
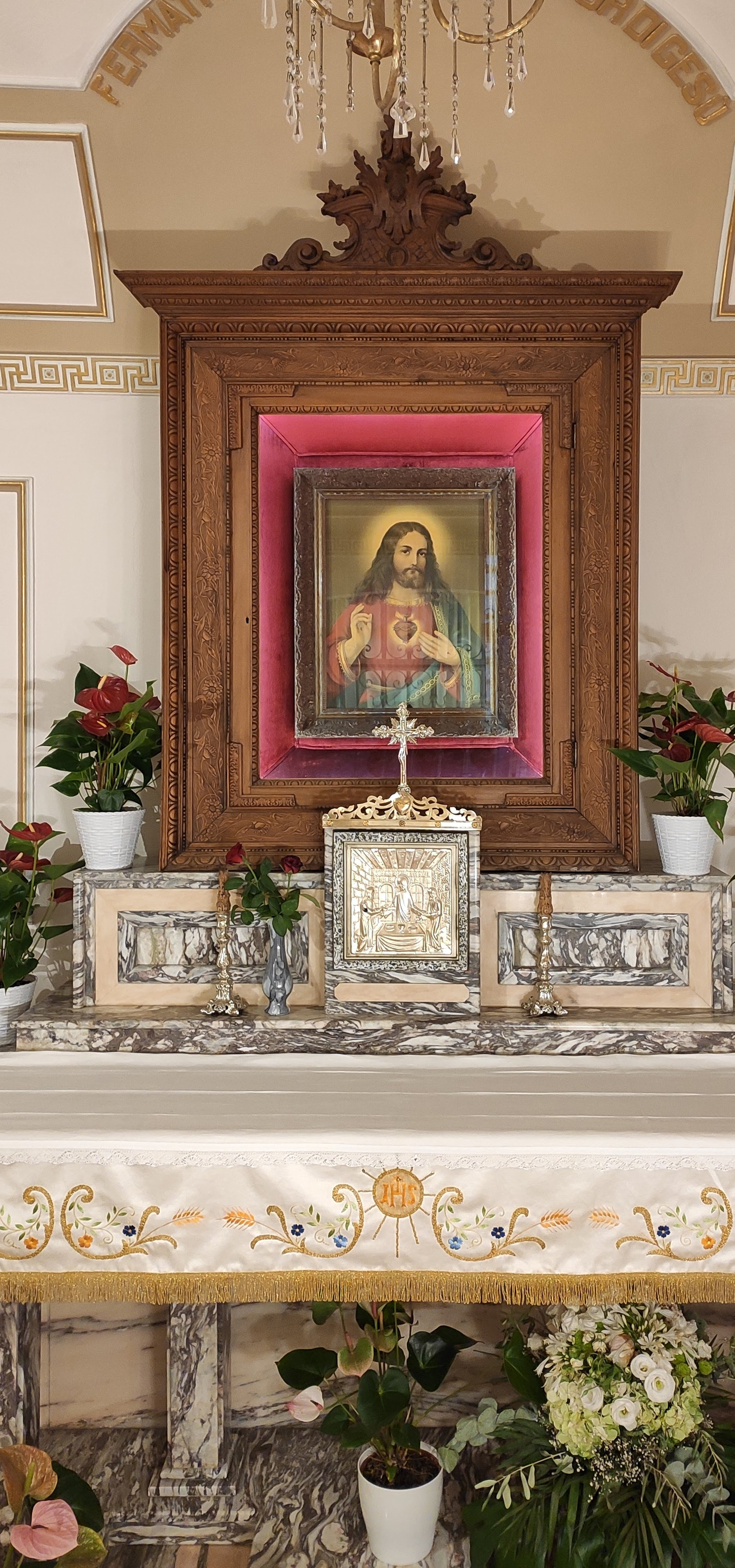
Il quadro del Sacro Cuore di Gesù

## Società

### Evoluzione demografica
Abitanti censiti

### Lingue e dialetti
Il dialetto siciliano parlato nella cittadina, è quello della variante metafonetica sud-orientale tipica della provincia di Ragusa. Questa si distingue dalle altre parlate siciliane per l'esito della "C dura" in "C dolce" (per esempio ciavi per chiavi e ciamari per chiamari), per la forte rotacizzazione della D (per esempio rumani per dumani) e per la sostituzione del nesso -gghi- con l'occlusiva retroflessa sonora -ddj- (per esempio buttiddja per buttigghia).

## Cultura

### Media
Tante sono state le radio libere nate a Rosolini: Radio Canale 3, Radio Centro Rosolini, Radio Eloro, Radio Gallo Rosolini, Radio Noi, Radio Noi 2, Radio Onde Musica, Radio Blu. Attualmente l'unica Radio che trasmette dalla città è Radio RAM (Radio Audizioni Mediterranea). L'emittente iniziò le trasmissioni il 26 gennaio 1977, data di iscrizione al tribunale di Siracusa.
Per quanto riguarda la stampa, l'unico periodico attivo è il quindicinale Corriere Elorino, fondato nel 1985 da Luigi Perricone.

### Cinema
Nel 2014 Rosolini è stato il set principale del film di Ficarra e Picone Andiamo a quel paese.

### Serie TV
Il protagonista di Sport Crime Luca Tramontin ha dichiarato a SportItalia he un intero episodio della serie investigativa intitolato "Rosolini sono!" sarà ambientato a Rosolini.

### Cucina
Nota come "Città del carrubbo" e/o "Città del cavolo vecchio", Rosolini è nota per i numerosi ettari a coltivazione vitivinicola, per gli agrumeti e per i caratteristici alberi di ulivo, visibili già dallo sbocco della nuova arteria di collegamento autostradale.
Dal maccu ri favi ("purea di fave") che mangiarono gli antichi greci, alla capunatina di origine araba, al tummali di origine spagnola, le specialità alimentari tipiche rosolinesi denotano le origini della popolazione che ha formazione composita e rivelano pure la fondamentale base da cui proviene.
Nei ricordi d'infanzia di molte persone vi sono alcune donne, le cosiddette "monache di casa", che preparavano i pranzi nuziali, i pranzi di lutto (cunsuli), o i dolci per i periodi festivi (i cosiddetti "dolci di riposto"). Alcune loro ricette continuano ad essere preparate per cui gli antichi sapori si ritrovano ancora intatti in alcune pietanze: minestre, pietanze di carne, contorni, focacce, e dolciumi integrano così la cucina moderna del luogo.

#### Primi piatti
Tra le minestre ricordiamo:
u 'ncucciatieddu, costituito da frustoletti di pasta di grano duro cucinati in un amalgama di ricotta, acqua e pezzetti di zucca gialla previamente bollita; a pasta 'cca muddica, pasta condita con pangrattato, olio, aglio, formaggio pecorino; i ravioli, pasta di grano a formelle quadrate con ripieno di ricotta, uova e maggiorana, conditi con sugo di carne di maiale o vitello; i maccarruna e i cavatieddi, pasta a pezzettini vuota all'interno perché lavorata con un filo secco di grano (usu) o con un ago da calza (cavati) con le dita, conditi poi con sugo di carne di maiale, cosparsi di ricotta salata ed infornati.
Tra le minestre di legumi ricordiamo: i favi a 'nzincaredda, fave sbucciate e cotte in acqua di cisterna condite con olio e sale e che si accompagnavano con cipolla cruda; 'u maccu lurdu, fave cotte insieme a ceci, fagioli, lenticchie e lardo di maiale (piatto popolare tipico del giovedì grasso); i lolli no maccu, rollini di pasta amalgamati con purea di fave.

#### Secondi piatti
Tra le pietanze a base di carne ricordiamo l'agnello e il capretto al forno, che continuano ad essere piatti comuni dato che parte del territorio è ancora adibito alla pastorizia.
La tradizione della preparazione delle focacce non ha subìto interruzione alcuna e occupa ancora un posto di rilievo nella cucina locale, così abbiamo: a 'mpanata, pasta a dischi sovrapposti ripiena di broccoli, di baccalà o di anguille nel periodo natalizio, di carne di agnello nel periodo pasquale ed infornata; a nfigghiulata, disco di pasta stirata con mattarello, farcita con ricotta amalgamata ad uova, sale, e pezzetti di salsiccia, ripiegata in tre parti ed infornata dopo averne accostato i bordi; a cucca, striscia di pasta stirata con mattarello, farcita con pezzetti di formaggio e salsiccia ed infornata, dopo averla arrotolata.

#### Dolci
Tra i dolci ricordiamo i gravazzati, striscia di pasta stirata con mattarello e farcita con un amalgama di ricotta, pezzetti di cioccolato e zucchero a velo; i pasti fuorti, amalgama di farina, zucchero e albume; i ramuzzi, dolce preparato con impasto di farina e miele di satra; i mustazzola, amalgama di farina e vino cotto; i ricci ri miennila, dolci di mandorla, i cui semi sbucciati e triturati finemente si amalgamano ad albume e zucchero; 'u pisciruovu a rosalinara, sorta di omelette formata da uovo, cipolletta soffritta, prezzemolo, pepe ed asparagi selvatici, già cotti ed amalgamati con ricotta.

### Eventi

#### Eventi religiosi
Le principali festività religiose sono:
- la festa del patrono san Luigi Gonzaga, che ricorre la prima domenica di agosto;
- la festa di san Giuseppe, che ricorre la prima domenica successiva al 19 marzo e viene celebrata con una cavalcata votiva;
- la processione del Venerdì Santo con la Santa Spina, il Cristo alla colonna, il Cataletto e l'Addolorata.
- la festa del Sacro Cuore di Gesù, che si svolge l'ultima domenica di settembre;
- la Pace, storico corteo religioso della domenica di Pasqua;
- la festa della Vera Croce, che si svolge la domenica successiva al 3 maggio;

## Infrastrutture e trasporti
Rosolini si trova sul percorso della Strada statale 115 Sud Occidentale Sicula che va da Siracusa fino a Trapani ed è anche servita dall'autostrada Autostrada A18 Siracusa-Gela.
La stazione dei treni di Rosolini si trova alla periferia sud dell'abitato e fa parte della linea ferroviaria Siracusa-Gela-Canicattì.

## Amministrazione
Di seguito è presentata una tabella relativa alle amministrazioni che si sono succedute in questo comune.
| Periodo          | Periodo          | Primo cittadino       | Partito                            | Carica              | Note   |
| ---------------- | ---------------- | --------------------- | ---------------------------------- | ------------------- | ------ |
| 15 gennaio 1989  | 18 aprile 1989   | Giuseppe Guastella    | Partito Socialista Italiano        | Sindaco             | [ 13 ] |
| 4 agosto 1989    | 12 novembre 1990 | Salvatore Di Lorenzo  | Democrazia Cristiana               | Sindaco             | [ 13 ] |
| 14 novembre 1990 | 28 ottobre 1991  | Vincenzo Oddo         | Democrazia Cristiana               | Sindaco             | [ 13 ] |
| 18 novembre 1991 | 15 ottobre 1992  | Corrado Frasca        | Democrazia Cristiana               | Sindaco             | [ 13 ] |
| 21 novembre 1992 | 21 giugno 1993   | Francesco Leonardi    | -                                  | Comm. straordinario | [ 13 ] |
| 21 giugno 1993   | 28 gennaio 1994  | Giovanni Giuca        | Partito Democratico della Sinistra | Sindaco             | [ 13 ] |
| 4 dicembre 1994  | 29 novembre 1998 | Salvatore Dell'Ali    | Liste civiche                      | Sindaco             | [ 13 ] |
| 10 ottobre 1996  | 24 ottobre 1996  | Giovanbattista Leone  | -                                  | Comm. straordinario | [ 13 ] |
| 14 dicembre 1998 | 27 maggio 2003   | Giovanni Giuca        | Centro-sinistra                    | Sindaco             | [ 13 ] |
| 27 maggio 2003   | 3 marzo 2008     | Giovanni Giuca        | Centro-sinistra                    | Sindaco             | [ 13 ] |
| 17 giugno 2008   | 26 giugno 2013   | Antonino Savarino     | Centro-destra                      | Sindaco             | [ 13 ] |
| 26 giugno 2013   | 10 giugno 2018   | Corrado Calvo         | Liste civiche                      | Sindaco             | [ 13 ] |
| 10 giugno 2018   | 16 marzo 2021    | Giuseppe Incatasciato | Centro-sinistra                    | Sindaco             | [ 13 ] |
| 16 marzo 2021    | 25 ottobre 2021  | Giovanni Cocco        | -                                  | Comm. straordinario |        |
| 25 ottobre 2021  | in carica        | Giovanni Spadola      | Centro-destra                      | Sindaco             | [ 13 ] |

### Gemellaggi
- Santa Fe
- Frankenthal

### Squadre
Gli sport praticati nel comune elorino sono il calcio, con la Pinetina Città di Rosolini, erede della storica Usd Città di Rosolini 1953, che figura nel campionato di seconda categoria; il calcio a 5, le cui squadre (Rosolini Futsal, Jano Trombatore Rosolini e Scuola Portieri Enzo Salonia) militano rispettivamente nel campionato regionale di serie C1, di serie C2 e di serie D; la pallacanestro (Rosolini CorAnt) il ciclismo (Ciclistica Rosolini) e l'atletica leggera (ASD Pietro Guarino Rosolini e ASD Eloro Running)